# The Bodyguard (soundtrack)
The Bodyguard (Original Soundtrack Album) is de originele soundtrack van de film The Bodyguard. Het album werd uitgebracht op 17 november 1992 door Arista Records.

## The Bodyguard (Original Soundtrack Album)
Het album bevat muzieknummers die gezongen zijn door de hoofdrolspeelster uit de film Whitney Houston en nummers van andere artiesten. Het laatste nummer op het album bevat de originele filmmuziek die gecomponeerd is door Alan Silvestri. Het album, waarvan wereldwijd meer dan 44 miljoen exemplaren zijn verkocht, staat ook in de top 10 van de lijst van bestverkochte albums wereldwijd.
De muziek van het album won in 1994 drie Grammy Awards in de categorieën: Album of the Year voor "The Bodyguard: Original Soundtrack Album", Record of the Year - Whitney Houston en David Foster (producer) voor het lied "I Will Always Love You" en Best Pop Vocal Performance - Female - Whitney Houston voor het lied "I Will Always Love You".

### Tracklijst
| Nr. | Titel                                                  | Artiest(en)                      | Duur |
| --- | ------------------------------------------------------ | -------------------------------- | ---- |
| 1   | I Will Always Love You                                 | Whitney Houston                  | 4:31 |
| 2   | I Have Nothing                                         | Whitney Houston                  | 4:48 |
| 3   | I'm Every Woman                                        | Whitney Houston                  | 4:45 |
| 4   | Run to You                                             | Whitney Houston                  | 4:22 |
| 5   | Queen of the Night                                     | Whitney Houston                  | 3:08 |
| 6   | Jesus Loves Me                                         | Whitney Houston                  | 5:11 |
| 7   | Even If My Heart Would Break                           | Kenny G & Aaron Neville          | 4:58 |
| 8   | Someday (I'm Coming Back)                              | Lisa Stansfield                  | 4:57 |
| 9   | It's Gonna Be a Lovely Day                             | The S.O.U.L. S.Y.S.T.E.M.        | 4:47 |
| 10  | (What's So Funny 'Bout) Peace, Love, and Understanding | Curtis Stigers                   | 4:04 |
| 11  | Waiting for You                                        | Kenny G                          | 4:58 |
| 12  | Trust in Me                                            | Joe Cocker featuring Sass Jordan | 4:12 |
| 13  | Theme from 'The Bodyguard'                             | Alan Silvestri                   | 2:40 |

- (LP versie: Nr. 1 t/m 6 kant A, Nr. 7 t/m 13 kant B.)

## The Bodyguard (Original Score From The Motion Picture)
Op 9 oktober 2012 bracht La-La Land Records een tweede soundtrack van de film uit, met de titel The Bodyguard (Original Score From The Motion Picture). Het album werd uitgebracht in een gelimiteerde oplage om het 20-jarig jubileum van de film te vieren en bevat de volledige filmmuziek van Alan Silvestri.
De muziek werd geschreven en gedirigeerd door Silvestri en opgenomen in The Eastwood Scoring Stage in Burbank. De solist op de trompet was Gary Grant. Het album werd geproduceerd door Dan Goldwasser en gemasterd door James Nelson.

### Tracklijst
1. Theme from The Bodyguard (2:44)
2. Watch and See/Meet Rachel*/Fletcher**/Can I Help You? (3:40)
3. Weirdo/Someone Was In Here (1:17)
4. Frank Unpacks* (1:24)
5. Followed/On the Job (3:08)
6. Just Dinner (1:02)
7. Walkman/Another One (3:20)
8. Not There (1:27)
9. Only If You Want To/I Know Why/Got You/The Glove/The Locker (3:06)
10. Be Careful**/I Don't Approve*/The Sword (4:14)
11. Silly Job (0:54)
12. Well, Well, Well/Overlay (1:44)
13. What Are You Doing?/Where Is She?/I'm Through (3:24)
14. Snow/I Understand Now/Just One** (5:23)
15. How About That (3:14)
16. It Doesn't Matter/Where's Fletcher? (3:09)
17. Tell Me About It (4:20)
18. The Stairs/It's Not Your Fault/Do You Mind? (3:01)
19. Relax a Little (1:32)
20. This is the Night/Coming Thrill/Portman/Please Welcome (3:00)
21. The Winner Is/Where's Portman? (1:58)
22. Lunatic (3:15)
23. My Bodyguard/How's It Going? (2:26)

Bonustracks
24. Theme from The Bodyguard (film mix) (2:44)
25. Meet Rachel (alternate) (0:49)
26. The Winner Is (alternate) (1:41)
27. It Doesn't Matter (alternate) (1:32)
28. How's It Going? (alternate) (1:21)
29. Party Piano (source) (2:28)
30. Theme from The Bodyguard (album alternate) (3:52)
* Niet gebruikt in film.
** Bevat materiaal dat niet in film is gebruikt.

## Prijzen en nominaties
| Jaar | Prijs                   | Categorie                                                         | Genomineerde(n) | Uitslag     |
| ---- | ----------------------- | ----------------------------------------------------------------- | --- | ----------- |
| 1993 | Academy Awards (Oscars) | Beste originele nummer                                            | David Foster en Linda Thompson (songwriters), voor "I Have Nothing" | Genomineerd |
| 1993 | Academy Awards (Oscars) | Beste originele nummer                                            | Allan Rich en Jud Friedman (songwriters), voor "Run to You" | Genomineerd |
| 1993 | Golden Raspberry Awards | Slechtste originele lied                                          | Whitney Houston, Babyface en Daryl Simmons (songwriters), voor "Queen of the Night" | Genomineerd |
| 1994 | American Music Awards   | Favorite Pop/Rock Album                                           | Whitney Houston, voor de soundtrack van de film | Gewonnen    |
| 1994 | American Music Awards   | Favorite Soul/R&B Album                                           | Whitney Houston, voor de soundtrack van de film | Gewonnen    |
| 1994 | American Music Awards   | Favorite Adult Contemporary Album                                 | Whitney Houston, voor de soundtrack van de film | Gewonnen    |
| 1994 | BMI Film & TV Awards    | Film Music Award                                                  | Alan Silvestri, voor The Bodyguard | Gewonnen    |
| 1994 | BMI Film & TV Awards    | Most-performed Song from a Film                                   | David Foster en Linda Thompson (songwriters), voor "I Have Nothing" | Gewonnen    |
| 1994 | Brit Awards             | Best soundtrack                                                   | Best soundtrack | Gewonnen    |
| 1994 | Grammy Awards           | Album of the Year                                                 | Whitney Houston (artiest); Houston, Babyface, BeBe Winans, David Cole, David Foster, L.A. Reid, Narada Michael Walden, Robert Clivilles en Clive Davis (producer), voor The Bodyguard (Original Soundtrack Album) | Gewonnen    |
| 1994 | Grammy Awards           | Record of the Year                                                | Whitney Houston (artiest); David Foster (producer), voor "I Will Always Love You" | Gewonnen    |
| 1994 | Grammy Awards           | Best Pop Vocal Performance (zangeres)                             | Whitney Houston, voor "I Will Always Love You" | Gewonnen    |
| 1994 | Grammy Awards           | Best Song Written Specifically for a Motion Picture or Television | David Foster en Linda Thompson (songwriters), voor "I Have Nothing" | Genomineerd |
| 1994 | Grammy Awards           | Best Song Written Specifically for a Motion Picture or Television | Allan Rich en Jud Friedman (songwriters), voor "Run to You" | Genomineerd |